# Дом Мусиных-Пушкиных (Нежин)
Дом Мусиных-Пушкиных — памятник архитектуры местного значения в Нежине. Сейчас дом в полуразрушенном состоянии: сохранилась фасадная стена.

## История
Изначально был внесён в «список памятников архитектуры вновь выявленных» под названием Усадьба Мусиных-Пушкиных.
Приказом Министерства культуры и туризма от 21.12.2012 № 1566 присвоен статус памятник архитектуры местного значения с охранным № 10028-Чр под названием Дом Мусиных-Пушкиных.

## Описание
Усадьба Мусиных-Пушкиных была построена в начале 19 века.
Сейчас дом в полуразрушенном состоянии: сохранилась фасадная стена.